# Lasówka granatowa
Lasówka granatowa (Setophaga caerulescens) – gatunek małego ptaka z rodziny lasówek (Parulidae), zamieszkujący Amerykę Północną. Nie jest zagrożony.

## Systematyka
Wyróżniono dwa podgatunki S. caerulescens:
- S. caerulescens caerulescens – południowa i południowo-wschodnia Kanada, północno-wschodnie USA
- S. caerulescens cairnsi – wschodnio-środkowe USA.

## Morfologia
Długość ciała 12–14 cm. Masa ciała 9–10 g.
Samiec – wierzch ciała niebieskoszary; maska, gardło, górna części piersi oraz boki czarne; dolna część piersi i brzuch białe. Skrzydła i ogon ciemne; na skrzydłach widoczne białe lusterko; skrajne sterówki białe. Samica – wierzch oliwkowoszary, niebieski nalot na ciemieniu i pokrywach nadogonowych, spód oliwkowożółty. Brew i lusterko białe. Młode ptaki są podobne do dorosłych.

## Zasięg, środowisko
Niższe piętro w liściastych oraz mieszanych zadrzewieniach środkowo-wschodniej części Ameryki Północnej, na południu w górach. Zimuje na wyspach Karaibów, na wybrzeżu półwyspu Jukatan, w Ameryce Centralnej i na południu Florydy.

## Zachowanie
Może wyprowadzić od jednego do trzech lęgów w sezonie, zwykle dwa (odnotowany rekord to 5 lęgów). Budową gniazda zajmuje się samica, samiec może pomagać zbierać materiał budulcowy. Jest ono umieszczone w gęstym podszycie w rozwidleniu gałęzi krzewu lub młodego drzewka, na wysokości około 0,9–1,5 m nad ziemią. Gniazdo ma kształt czarki i zbudowane jest z kawałków kory połączonych pajęczynami i śliną; w środku wyścielone jest miękkimi materiałami takimi jak mech, sierść zwierzęca, igiełki sosen czy korzonki. W zniesieniu 2–5 jaj, najczęściej 4. Inkubacja trwa 12–13 dni, a zajmuje się nią wyłącznie samica. Karmieniem piskląt zajmuje się także samica, samiec może jej dostarczać pożywienie. Młode są w pełni opierzone po 8–10 dniach od wyklucia. Po opuszczeniu gniazda pozostają w jego pobliżu przez 2–3 tygodnie, w tym czasie są nadal karmione i chronione przez rodziców.
Żywi się owadami i ich larwami, oraz pająkami. Zbiera je z gałązek i liści, często od spodniej strony. Na zimowiskach podstawę pożywienia nadal stanowią owady, ale ptak uzupełnia dietę owocami, w tym jagodami, oraz nektarem kwiatów i wydzieliną czerwców.

## Status
IUCN uznaje lasówkę granatową za gatunek najmniejszej troski (LC, Least Concern) nieprzerwanie od 1988 (stan w 2020). Organizacja Partners in Flight szacuje liczebność populacji na 2,4 miliona dorosłych osobników. Trend liczebności populacji uznawany jest za wzrostowy.